# De schoenmakerswerkplaats
De schoenmakerswerkplaats is een schilderij van de Zuid-Nederlandse schilder David Rijckaert (III) in het Rijksmuseum in Amsterdam.

## Voorstelling
Het werk stelt een schoenmaker voor die in zijn werkplaats bezig is met het maken of herstellen van schoenen. Met een leren band heeft hij de schoen stevig op zijn knie gebonden terwijl hij de zool aan het bovenleer naait. Naast hem is zijn vrouw garen aan het spinnen. Links is een leerling aan het werk. Aan de muur hangen twee paar leesten en een prent van een man met een baard. Op de achtergrond rechts zijn enkele mannen aan een tafel kaart aan het spelen.

## Herkomst
Het schilderij werd op 28 februari 1803  voor 700 gulden gekocht door de Nationale Konst-Gallerij in Den Haag (de voorloper van het Rijksmuseum in Amsterdam) van kunsthandelaar P.C. Huybrechts samen met het schilderij De aankomst van koning Karel II van Engeland te Rotterdam, 24 mei 1660 van Lieve Verschuier. Bij deze aankoop werd het werk toegeschreven aan Adriaen Brouwer. Vanaf 1809 wordt het werk toegeschreven aan Rijckaert.